# Rubus
Rubus este un gen al familiei Rosaceae, ce cuprinde murele, zmeura  și alte fructe de pădure.

## Specii

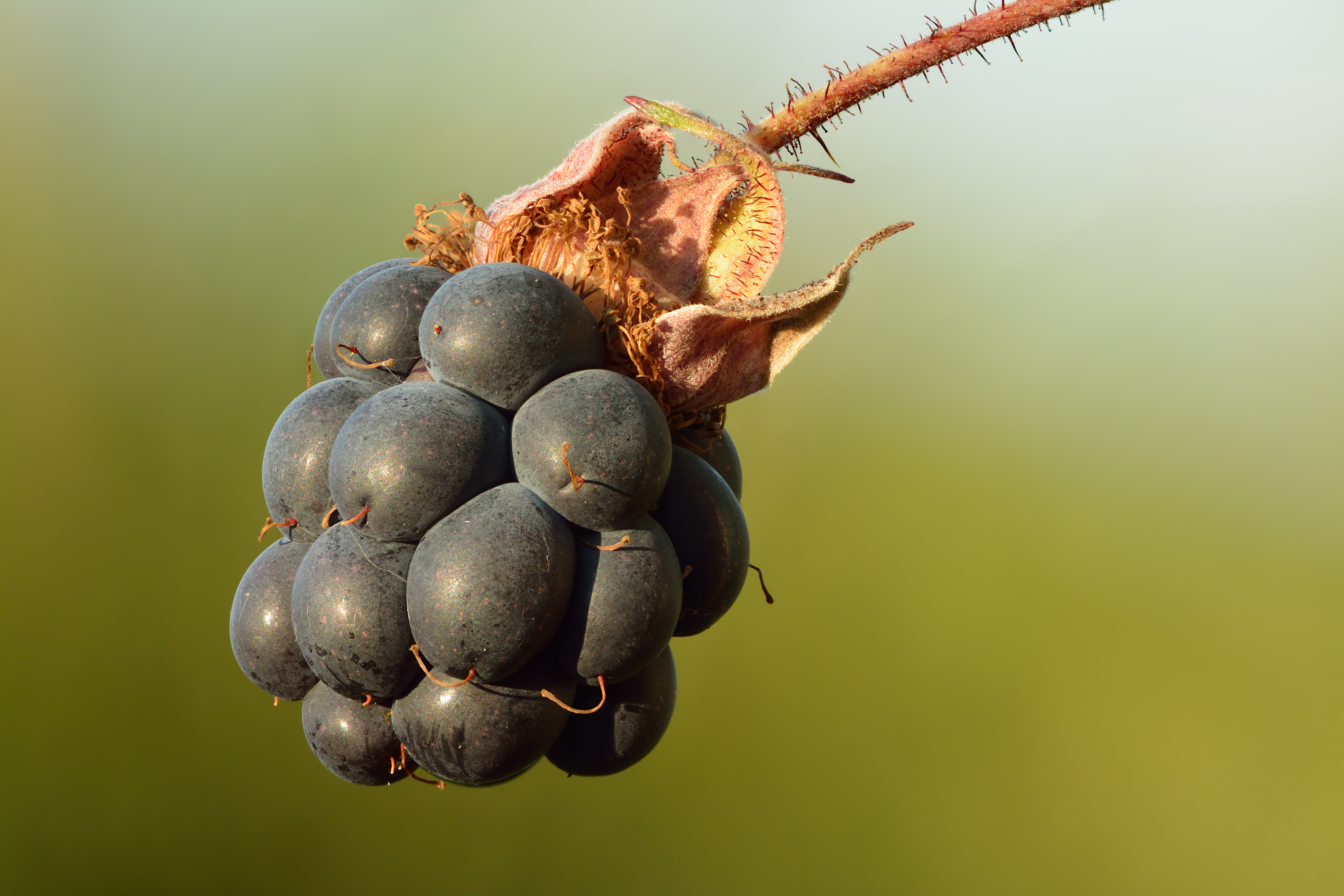
Rubus caesius

Aceasta este o listă de specii Rubus:
| - Subgenus Anoplobatus - Rubus odoratus - Rubus koehleri - Rubus parviflorus - Rubus aliceae - Rubus aboriginum - Rubus deliciosus - Rubus neomexicanus - Subgenus Chamaebatus - Rubus hayata-koidzumii - Rubus calycinus - Rubus nivalis - Rubus pectinellus - Subgenus Chamaemorus - Rubus chamaemorus - Rubus pseudochamaemorus - Subgenus Comaropsis - Rubus geoides - Subgenus Cyclactis - Rubus arcticus - Rubus saxatilis - Rubus fockeanus - Rubus humulifolius - Rubus lasiococcus - Rubus pedatus - Rubus xanthocarpus - Subgenus Diemenicus - Rubus gunnianus - Subgenus Dalibardastrum - Rubus amphidasys - Rubus nepalensis - Rubus tricolor - Rubus tsangiorum - Subgenus Idaeobatus - Rubus acuminatissimus - Rubus adenophorus - Rubus alexeterius - Rubus alpestris - Rubus amabilis - Rubus apetalus - Rubus archboldianus - Rubus aurantiacus - Rubus biflorus - Rubus chingii - Rubus cockburnianus - Rubus columellaris - Rubus copelandii - Rubus corchorifolius - Rubus coreanus - Rubus crataegifolius - Rubus croceacanthus - Rubus ellipticus - Rubus eustephanos - Rubus flosculosus - Rubus fraxinifolius - Rubus glabricarpus - Rubus grayanus - Rubus hawaiensis - Rubus hirsutus - Rubus hoffmeisterianus - Rubus hypargyrus - Rubus idaeus - Rubus illecebrosus - Rubus innominatus - Rubus inopertus - Rubus irritans - Rubus komarovii - Rubus lasiostylus - Rubus leucodermis - Rubus ludwigii - Rubus lutescens - Rubus macilentus - Rubus macraei - Rubus mesogaeus - Rubus microphyllus - Rubus minusculus - Rubus niveus - Rubus occidentalis - Rubus palmatus - Rubus parvifolius - Rubus peltatus - Rubus pentagonus - Rubus phoenicolasius - Rubus pileatus - Rubus pinfaensis - Rubus pinnatus - Rubus probus - Rubus pungens - Rubus racemosus - Rubus rigidus - Rubus rosifolius - Rubus sachalinensis - Rubus simplex - Rubus spectabilis - Rubus stans - Rubus strigosus - Rubus suavissimus - Rubus subornatus - Rubus sumatranus - Rubus teledapos - Rubus thibetanus - Rubus trianthus - Rubus trifidus - Rubus vernus - Subgenus Lampobatus - Rubus turquinensis - Rubus trichomallus - Rubus shankii - Rubus sapidus - Rubus roseus - Rubus peruvianus - Rubus nubigenus - Rubus megalococcus - Rubus macvaughianus - Rubus irasuensis - Rubus imperialis - Rubus hondurensis - Rubus glaucus - Rubus glabratus - Rubus giganteus - Rubus gachetensis - Rubus florulentus - Rubus fagifolius - Rubus eriocarpus - Rubus eggersii - Rubus costaricanus - Rubus coriaceus - Rubus acanthophyllos - Rubus choachiensis - Rubus bullatus - Rubus briareus - Rubus bogotensis - Rubus betonicifolius - Rubus adenotrichos - Rubus adenothallus - Subgenus Malachobatus - Rubus acuminatus - Rubus alceifolius - Rubus assamensis - Rubus bambusarum - Rubus buergeri - Rubus chroosepalus - Rubus chrysophyllus - Rubus elongatus - Rubus fairholmianus - Rubus flagelliflorus - Rubus fockei - Rubus formosensis - Rubus gardnerianus - Rubus glomeratus - Rubus henryi - Rubus hunanensis - Rubus ichangensis - Rubus irenaeus - Rubus kawakamii - Rubus lambertianus - Rubus lineatus - Rubus moluccanus - Rubus multibracteatus - Rubus paniculatus - Rubus parkeri - Rubus pseudosieboldii - Rubus pyrifolius - Rubus rolfei - Rubus rugosus - Rubus setchuenensis - Rubus sieboldii - Rubus splendidissimus - Rubus swinhoei - Rubus tephrodes - Rubus tiliaceus - Rubus wardii - Rubus xanthoneurus - Subgenus Micranthobatus - Rubus australis - Rubus cissoides - Rubus parvus - Rubus schmidelioides - Rubus squarrosus - Subgenus Orobatus - Rubus loxensis | - Subgenus Rubus (syn. subgenus Eubatus) - Sections - Sect. Allegheniensis - Rubus allegheniensis - Rubus alumnus - Rubus pennus - Sect. Arguti - Rubus abactus - Rubus andrewsianus - Rubus argutus - Rubus frondosus - Rubus orarius - Rubus ostryifolius - Rubus pensilvanicus - Rubus recurvans - Sect. Caesii - Rubus caesius - Sect. Canadenses - Rubus canadensis - Rubus kennedyanus - Sect. Corylifolii - Rubus fioniae - Rubus tuberculatus - Rubus wahlbergii - Rubus fabrimontanus - Rubus dissimulans - Rubus dumetorum - Rubus gothicus - Rubus camptostachys - Rubus adenoleucus - Rubus aureolus - Rubus babingtonianus - Rubus britannicus - Rubus conjungens - Rubus cyclomorphus - Rubus eluxatus - Rubus lamprocaulos - Rubus mortensenii - Rubus nemorosus - Rubus seebergensis - Sect. Cuneifolii - Rubus cuneifolius - Sect. Flagellares - Rubus arundelanus - Rubus biformispinus - Rubus deamii - Rubus enslenii - Rubus flagellaris - Sect. Hispidi - Rubus hispidus - Sect. Rubus (also known as Rubus fruticosus agg.) - Rubus bifrons - Rubus laciniatus - Rubus plicatus - Rubus nessensis - Rubus ulmifolius - Rubus adornatus - Rubus adspersus - Rubus ammobius - Rubus arrhenii - Rubus atrichantherus - Rubus axillaris - Rubus bavaricus - Rubus bertramii - Rubus braeuckeri - Rubus bregutiensis - Rubus canescens - Rubus cardiophyllus - Rubus chloocladus - Rubus chlorothyrsos - Rubus cimbricus - Rubus clusii - Rubus conothyrsoides - Rubus dasyphyllus - Rubus divaricatus - Rubus drejeri - Rubus egregius - Rubus foliosus - Rubus fuscus - Rubus gelertii - Rubus glandithyrsos - Rubus godronii - Rubus grabowskii - Rubus gratus - Rubus gremlii - Rubus hirtus - Rubus infestus - Rubus insularis - Rubus macrophyllus - Rubus micans - Rubus montanus - Rubus mucronulatus - Rubus pedemontanus - Rubus polyanthemus - Rubus praecox - Rubus pyramidalis - Rubus radula - Rubus rhamnifolius - Rubus rhombifolius - Rubus rosaceus - Rubus rudis - Rubus schlechtendalii - Rubus schleicheri - Rubus senticosus - Rubus slesvicensis - Rubus sprengelii - Rubus sulcatus - Rubus vestitus - Rubus vigorosus - Rubus vulgaris - Rubus acheruntinus - Rubus ahenifolius - Rubus alterniflorus - Rubus amplificatus - Rubus anglocandicans - Rubus angustifrons - Rubus bakerianus - Rubus bayeri - Rubus bloxamianus - Rubus bloxamii - Rubus bollei - Rubus boraeanus - Rubus calvatus - Rubus caucasicus - Rubus chrysoxylon - Rubus cissburiensis - Rubus colemannii - Rubus concolor - Rubus cordifolius - Rubus cyri - Rubus discolor - Rubus diversus - Rubus dumnoniensis - Rubus echinatoides - Rubus echinatus - Rubus errabundus - Rubus erythrops - Rubus fissus - Rubus formidabilis - Rubus furvicolor - Rubus fuscoater - Rubus ieri - Rubus georgicus - Rubus glanduliger - Rubus glandulosus - Rubus hartmanii - Rubus hylophilus - Rubus inermis - Rubus lamprophyllus - Rubus lespinassei - Rubus leucostachys - Rubus ergii - Rubus eianus - Rubus linkianus - Rubus miszczenkoi - Rubus moschus - Rubus mulleri - Rubus nitidioides - Rubus pedatifolius - Rubus piceetorum - Rubus promachonicus - Rubus rubritinctus - Rubus sanctus - Rubus scheutzii - Rubus separinus - Rubus septentrionalis - Rubus thyrsiflorus - Sect. Setosi - Rubus glandicaulis - Rubus missouricus - Rubus notatus - Rubus semisetosus - Rubus setosus - Rubus stipulatus - Rubus vermontanus - Sect. Ursini - Rubus loganobaccus - Rubus ursinus - Sect. Verotriviales - Rubus lucidus - Rubus riograndis - Rubus trivialis |

## Vezi și
- Mur

## Legături externe
- „Rubus” în Dicționar dendrofloricol la DEX online